# اعتراضات ۱۴۰۱ مالباختگان ایران
اعتراضات ۱۴۰۱ مالباختگان ایران مجموعه اعتراضاتی است که در ادامه تظاهرات سال‌های گذشته به دلایلی مانند بازگردانده نشدن سپرده‌ها و امانتهای اقشار مختلف مردم از طرف صندوق‌های اعتباری، نقض قراردادهای بانکی و مالی شرکت‌ها، تعویق حقوق‌ها، مشکلات مربوط به اختلاس و سرقت در بانک‌ها و… جریان داشته‌است. اعتراض به نقض قوانینی که باعث ایجاد فشار و مشکلات اقتصادی و معیشتی برای مردم و خدشه دار شدن اعتماد آنها به نهادهای اقتصادی و سیستم بانکی کشور به دلیل عدم پاسخگویی و عدم شفاف‌سازی روند رسیدگی پرونده‌های مربوط به درخواست‌های مال‌باختگان ادامه یافته‌است.

## اعتراضات
سه‌شنبه ۳۰ فروردین‌ماه، گروهی از مال‌باختگان شرکت «مفتاح رهنورد» به دلیل عدم رسیدگی به درخواست‌های آنها مقابل دفتر قوه‌قضائیه در تهران تجمع اعتراضی برپا کردند.
سه شنبه ۶ اردیبهشت، شماری از مالباختگان صرافی کریپتولند در مقابل ساختمان دادسرای تهران تجمع اعتراضی بر پا کرده و خواهان بازگشت سرمایه‌های خود شدند.
یکشنبه ۱ خرداد، گروهی از مالباختگان پرونده نگین خودرو و ایرتویا در اعتراض به رسیدگی و پیگیری نشدن مطالبات آنها، در مقابل دادسرای عمومی تهران تجمع کردند.
چهارشنبه ۱۸ خرداد، گروهی از مالباختگان سرقت صندوق‌های امانات بانک ملی تهران، در محدوده شعبه دانشگاه تجمع اعتراضی بر پا کردند.
شنبه ۲۱ خرداد، جمعی از مالباختگان سرقت صندوق‌های امانات بانک ملی شعبه دانشگاه تهران، دست به تجمع زدند که این اجتماع با ورود مأموران نیروی انتظامی به خشونت کشیده شد.
پنجشنبه ۹ تیر، شماری از مالباختگان صرافی «کریپتولند» در اعتراض به بازنگشتن سرمایه‌های از دست رفته خود در برابر دادسرای عمومی و انقلاب تهران دست به تجمع اعتراضی زدند.
شنبه ۱۱ تیر، جمعی از مالباختگان صندوق امانات بانک ملی در جلو ساختمان مرکزی قوه قضائیه تجمع اعتراضی بر پا کردند.
پنجشنبه ۱۶ تیر گروهی از مالباختگان طلای شادی در برابر ساختمان دادگاه انقلاب تهران در یک تجمع اعتراضی خواستار رسیدگی به درخواست‌های خود شدند
سه شنبه ۲۸ تیرماه، گروهی از مالباختگان «رامک خودرو» در برابر یکی از ساختمان‌های این شرکت، در تهران، تجمع اعتراضی برپا کردند. آنها نسبت به اجرا‌نشدن احکام حقوقی پرونده کلاه‌برداری این شرکت بعد از گذشت ۵ سال، اعترض کرده و خواستار رسیدگی به درخواست‌های خود شدند.
چهارشنبه ۲۹ تیرماه، جمعی از مالباختگان صرافی کریپتولند در تهران، به دلیل عدم دسترسی به سرمایه‌های از دست رفته خود تجمع‌ اعتراضی برگزار کردند.
سه‌شنبه ۴ مرداد، گروهی از مالباختگان «رامک خودرو» در برابر ساختمان جرایم اقتصادی در تهران تجمع اعتراضی برگزار کرده و خواهان رسیدگی به درخواست‌های خود شدند.
چهار شنبه ۲ شهریور، گروهی از مالباختگان شرکت لیزینگ پرشین پارس و کارما، در برابر ساختمان این شرکت تجمع اعتراضی بر پا کردند.